# Болеро (Равел)
Болеро је оркестрално дело које је компоновао Морис Равел. Иако је примарно написано као балет, дело, које је први пут изведено 1928. године, данас је Равелово најпознатије дело.
Пре Болера, Равел је већ компоновао балете, свите за балете и краћа плесна дела. Осим интереса за компоновање дела за позорницу, Равел се занимао и за компоновање рестилизованих плесова.
Болеро представља Равелову преокупацију рестилизовањем плеса. Ово је такође једно од последњих дела које је компоновао пре него што га је болест натерала на прерану пензију. Након Болера компоновао је још само 3 композиције.
Најпознатије извођење Болера остварили су Кристофер Дин и Џејн Торвил, британски клизачки пар. Они су на 14. Зимским олимпијским играма у Сарајеву извели најбоље оцењени наступ у целој историји те дисциплине.